# Shirley Gunn
Shirley Gunn (sinh ngày 9 tháng 5 năm 1955) là một nhà hoạt động chống phân biệt chủng tộc Nam Phi và là thành viên của Umkhonto we Sizwe (MK), người đã bị cáo buộc sai về vụ đánh bom Nhà Khotso năm 1998.

## Tuổi thơ và hoạt động chính trị
Gunn được sinh ra là con út trong số 5 đứa con trong mọt gia đình ở vùng ngoại ô Cape Town của Kenilworth. Cha cô là một bác sĩ và mẹ cô là một y tá. Cô theo học một trường tu từ 5 đến 18 tuổi. Vào năm 1966 và 1967, Gunn đã cùng mẹ đến các cộng đồng nghèo khác nhau ở Cape Town. Từ năm 17 tuổi, Gunn đã giúp đỡ anh trai cô là bác sĩ tại một phòng khám ở Hermanus. Bị vỡ mộng bởi apartheid, cô rời điều dưỡng năm 1976 và theo học tại Đại học Cape Town (UCT) để lấy bằng về công tác xã hội.
Để có bằng danh dự, Gunn được đưa vào Vịnh Hout để làm công việc cộng đồng. Tại đây, cô tham gia Đại hội Dân tộc Phi (ANC) năm 1980. Cô đã được tuyển dụng trong các hoạt động ngầm chính trị của ANC, nơi cô đã giúp phát triển các chiến lược chiến binh. Gunn sau đó được giao nhiệm vụ điều phối công việc của Văn phòng Tư vấn ở Western Cape. Trong khi Gunn vẫn đang làm việc với Văn phòng Tư vấn, cuộc đình công của công nhân sản xuất quần áo đầu tiên đã diễn ra. Gunn đã huy động các Văn phòng Tư vấn để hỗ trợ cuộc đình công, đồng thời được huấn luyện quân sự.

## Bắt giữ
Năm 1984, Gunn được Leon Meyer tuyển dụng vào MK. Do hoạt động chống phân biệt chủng tộc của mình, cô đã bị cảnh sát an ninh bắt giữ vào năm 1985 và bị giam tại nhà tù Pollsmoor trong hơn ba tháng. Việc phóng thích Gunn được bảo đảm khi Dullah Omar đại diện cho cô trong phiên tòa, nhưng cô bị đặt dưới sự giám sát và liên tục bị cảnh sát an ninh quấy rối. Cô sau đó bị đày đến Botswana.